# 中天游
中 天游（なか てんゆう、男性、天明3年（1783年） - 天保6年3月26日（1835年4月23日））は、日本の蘭方医・蘭学者。名は環（たまき）、耕助（こうすけ）、融（とおる）。字は環中（かんちゅう）。号は天游（てんゆう）、思思斎、思々斎（ししさい）。

## 生涯
天游は丹後に生まれる。父は儒医上田河陽、のちに母方の親戚、中家の跡継ぎとして養子に出される。
22歳の時に江戸に出て大槻玄沢の私塾・芝蘭堂に入門、のちに京都に移り住んだ芝蘭堂四天王の一人、稲村三伯を追って師事し蘭学や蘭方医学を学んだ。師の三伯が病に伏すと天游はその才を買われ三伯の娘さだと結婚。三伯の死後は、大坂に移り妻と医所を開いて町医者となった。しかし天游は医学より究理学（科学・自然哲学）などのほうを好み、医所は妻に任せきりで蘭学に熱中していた。
その後、大坂に芝蘭堂四天王橋本宗吉が開いた私塾・絲漢堂の噂を聞くとその門を叩いた。蘭学は蛮学（南蛮の学問）と蔑まれた時代、蘭学者への風当たりは酷く大坂切支丹一件、シーボルト事件を契機に弾圧が厳しくなり、師の宗吉も塾を閉鎖して一時隠棲するが、天游は大坂蘭学の灯を消さぬため公儀と対峙し続けた。
天保3年（1832年）、天保の大飢饉が発生するとその対策に尽力したが、その最中の天保6年（1835年）3月26日死去。享年53。
中夫妻の墓所は龍海寺(大阪市北区同心町)にあり、緒方洪庵夫妻の墓と並び、現代も緒方家子孫に懇ろに守られている。

## 功績
橋本宗吉は大坂の地に蘭学を根付かせようと奔走し大坂蘭学の祖と言われたが、天游もまた宗吉と共に大坂蘭学を盛り立てた人物の一人として後世に名を残した。
さらに、自らも絲漢堂で学ぶかたわら35歳で私塾・思々斎塾を開き、緒方洪庵、億川百記らを輩出。天游の死後、その遺志を継いだ洪庵の代には江戸蘭学を越え日本一の蘭学の地として大坂蘭学は栄えることになった。
また、著作の分野でもイギリスのジョン・ケイル（John Keill）の天文学の著書を志筑忠雄が訳した究理学書「暦象新書」に自身の考えを加筆した書引律を執筆、和算にも通じ医学に偏りがちだった日本の西洋学問に新たな分野を開拓し多くの著作を残した。

## 主な著書
- 引律（暦象新書の新訳書）
- 視学一歩（眼球のしくみ（光学）を日本で初めて記した本）
- 天学一歩
- 算学一歩
- 把爾翕湮（パルヘイン）解剖図譜下編（斎藤方策との共著）

## 交流
- 杉田玄白
- 大槻玄沢
- 宇田川玄随
- 宇田川玄真
- 稲村三伯
- 山村才助
- 間重富
- 橋本宗吉
- 大高元恭
- 山片蟠桃
- 小石元俊
- 木村蒹葭堂
- 升屋平右衛門
- 伏屋素狄
- 各務文献
- 斎藤方策
- 大矢尚斎
- 藤田顕藏
- 中川元吾
- 中川量平